# Hey Hey おおきに毎度あり
「Hey Hey おおきに毎度あり」（ヘイ ヘイ おおきにまいどあり）は、SMAPの12枚目のシングル。1994年3月12日にビクターエンタテインメントから発売された。

## 概要
- タイトルが表すように、歌詞は全編関西弁、メロディ部分はほぼ台詞というSMAPや音楽史史上でも他には演歌や民謡といった分野を除いてはほとんど例を見ない異色な楽曲である。内容は浪速の商人をモチーフにしたものとなっており、コミックソングの要素すら覗かせるという極めて明るく面白さを全面に打ち出した楽曲である。歌詞はすべて関西弁であるものの、SMAPは全員関東地区の出身である。なお作詞者の庄野賢一は神戸市出身である。
- 当時、まだデビュー前のJr.時代でSMAPのバックで踊っていた関西出身のKinKi Kidsに関西弁のイントネーションを教わってもらっていたという。また、この曲の紹介はKinKi Kidsの二人がしていた。
- CDデビューから丸3年、12枚目のシングルにして初のオリコンシングルチャート1位を獲得した。カップリング曲の「泣きたい気持ち」がメンバー出演の映画『シュート!』の主題歌、タイトル曲は同挿入歌ともなり、同日リリースの映画と共にヒットした。
- もともとc/wの「泣きたい気持ち」はメンバーの中居正広のソロ曲だった。（『SMAP 004』に収録）
- 「泣きたい気持ち」は、中居のソロ曲であった名残もあり、今作も中居のみソロパートがある。
- レコーディング前の打ち合わせで、新曲として「Hey Hey おおきに毎度あり」を受け取った際、メンバー誰もが「ダッセー!!」「こんなの売れるかよっ!!」と曲に対してかなり否定的だったものの、前述の通り、この曲がSMAP初のオリコンシングルチャート1位を記録。なお、稲垣だけはこの曲を打ち合わせの段階で気に入り、ヒットを予想していたという。
- メンバー全員にソロパートがある。メンバー全員にソロパートが与えられたシングルは当作が初である。シングルで6人体制だった頃に全員ソロパートがあるのはこの曲のみ。メンバーが5人体制になってからは森のパートを草彅剛が担当している。

## チャート成績
- 1994年3月21日付のオリコン週間シングルランキングで、初週12.5万枚を売り上げ、SMAPにとって初めて、初登場1位を獲得した。同時にジャニーズ事務所所属のアーティストが1位を獲得するのは、1990年11月3日にリリースされた光GENJIの『笑ってよ』以来、実に3年4ヶ月ぶりのこととなった。
- 累計売上は40.1万枚（オリコン調べ）。

## 収録曲
1. Hey Hey おおきに毎度あり
作詞:庄野賢一・えのきみちこ　作曲・編曲:庄野賢一
  - SMAP主演 映画「シュート!」挿入歌
  - SMAP出演 ワニブックス「SMAP YEAR BOOK 1993-1994」CMソング
  - フジテレビ系「なるほど!ザ・ワールド」オープニング・テーマ
2. 泣きたい気持ち
作詞:相田毅　作曲:太田美知彦　編曲:土方隆行
  - 4thアルバム「SMAP 004」収録曲のシングル・バージョン
  - SMAP主演 映画「シュート!」主題歌

元々は中居のソロ曲であるが、今作では6人で歌唱している。
3. Hey Hey おおきに毎度あり（オリジナル・カラオケ）
4. 泣きたい気持ち（オリジナル・カラオケ）

## 収録アルバム
- SMAP 004（#2）
  - アルバム・バージョンを収録。
- SMAP 006〜SEXY SIX〜（#1）
  - アルバム・バージョンを収録。
- Cool（#1）
  - イントロのスクラッチノイズなどが追加されているリミックスバージョン（リミックスアルバム『BOO』では、別バージョンにはカウントされていない）。
- BOO（#1）
  - リミックス・バージョン(#3はシングル、006のアルバムバージョンに続く3番目のバージョンを意味する)を収録。
- Smap Vest（#1）
- pamS（#2）

## 映像作品
Hey Hey おおきに毎度あり
- SEXY SIX SHOW
- SMAP 010 "TEN"
  - 5人体制 初披露
- Smap! Tour! 2002!
- GIFT of SMAP CONCERT'2012（SMAP SHOP限定盤）
- Clip! Smap! コンプリートシングルス（ライブ映像）

泣きたい気持ち
- SMAP LIVE AMIGOS!
  - 5人体制 初披露
- LIVE pamS
  - 稲垣が謹慎の為4人で披露
- GIFT of SMAP CONCERT'2012（通常盤）